# Hulen

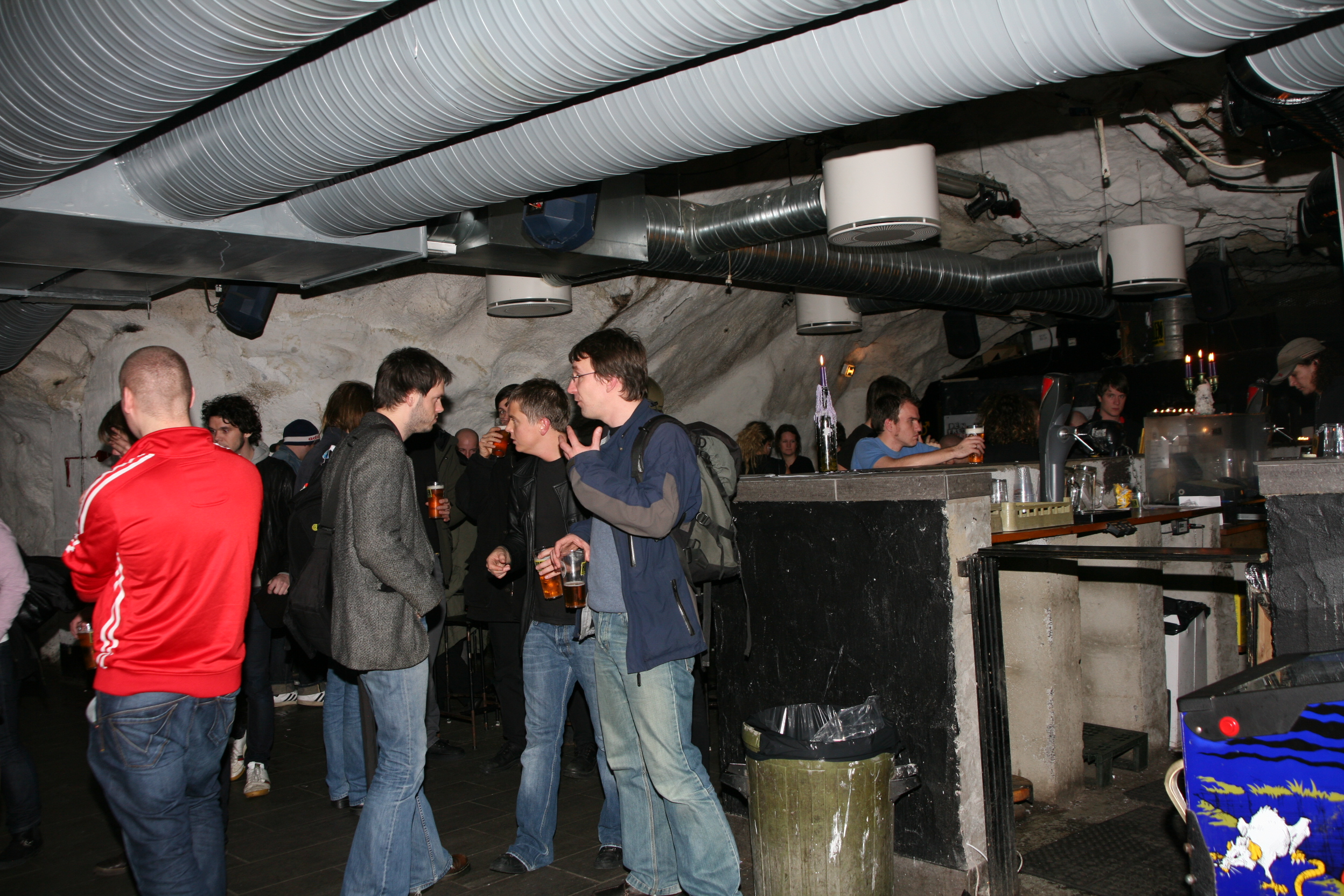
Hudební klub Hulen.

Hulen je studenty provozovaný hudební klub na adrese Olav Ryes vei 48 v Bergenu v Norsku zaměřený na alternativní rock, pop, ale i další hudební styly. Je umístěn v bývalém protileteckém krytu, který provozovatelům klubu pronajímá Norská civilní obrana. Klub byl otevřen 17. května 1969, což z něj činí jeden z nejstarších hudebních klubů v Evropě. Během jeho čtyřicetileté historie hrozil Hulenu několikrát bankrot, ale pokaždé se jej podařilo odvrátit. Kapacita klubu je přibližně 350 osob. V klubu vystoupily například kapely Danko Jones, Datarock, Seigmen, Woven Hand, Skambankt, Minor Majority, U.K. Subs nebo Ash.